# La vida es un carnaval
«La vida es un carnaval» es una canción interpretada por cantante cubana Celia Cruz. La canción fue escrita por Víctor Daniel, producida y arreglada por Isidro Infante, y lanzada como el sencillo principal del álbum de estudio de Cruz, Mi Vida Es Cantar (1998). La canción ganó el premio a la «Canción Tropical del Año» en los Premios Lo Nuestro de 2003.
Esta canción apareció en la película mexicana "Amores perros" de 2000, y también en la película "Antwone Fisher" de 2002. El título de la película italiana homónima de 2006 de Samuele Sbrighi, ambientada en Cuba, también está inspirado en la canción.
La revista Rolling Stone incluyó la canción en el puesto número 439 de su lista de las «500 Mejores Canciones de Todos los Tiempos».

## Versiones
Se convirtió en una de las canciones más populares de Cruz, lo que llevó a que varios artistas la interpretaran, incluidos los cantantes de salsa Víctor Manuelle y La India, así como los cantantes de reguetón Nicky Jam y Mikey Perfecto. 
Mikey Perfecto versionó la canción en su segundo álbum de estudio, Evolución Arrestada (2004). Esta versión incluye la colaboración de Joel Dando Tra y combina merengue y reguetón, con una duración de dos minutos y cincuenta y tres segundos. Contiene un verso escrito por el propio Perfecto, quien eligió versionar la canción porque considera a Cruz una de sus muchas influencias musicales, como mencionó en el interludio del álbum. Ese mismo año, Nicky Jam también realizó una versión de «La Vida Es Un Carnaval».
El cantante puertorriqueño Víctor Manuelle interpretó una versión en vivo de la canción, incluida en su álbum Victor Manuelle en Vivo: Desde el Carnegie Hall. Esta versión alcanzó el puesto número 14 en la lista Tropical Songs. Manuelle también cantó una versión a cappella de la canción en el funeral de Cruz en 2003, cerrando el servicio con su interpretación improvisada.
La cantante brasileña Daniela Mercury incluyó una versión en portugués de la canción, llamada «A Vida é um Carnaval», en su álbum de 2009 Canibália. La artista estadounidense Jennifer Lopez interpretó la canción en vivo como parte del tributo a Cruz durante los American Music Awards de 2013. Angélique Kidjo grabó una versión y un video musical de la canción en 2019.
El 24 de junio de 2020, durante la pandemia de COVID-19, la cantante y compositora cubano-estadounidense Giselle Bellas lanzó una versión titulada «La Vida Es Un Carnaval: Live Quarantine Edition». En octubre de 2020, Ivy Queen realizó un dueto virtual de la canción con Cruz en el Festival Calle Ocho en Miami.

## Posicionamiento en listas
| Lista (2000-2001)                           | Posición |
| ------------------------------------------- | -------- |
| Chile (EFE)                                 | 2        |
| Estados Unidos (Billboard Hot Latin Tracks) | 40       |
| Estados Unidos (Billboard Latin Pop Songs)  | 32       |

| Lista (2003)                              | Posición |
| ----------------------------------------- | -------- |
| Estados Unidos (Billboard Tropical Songs) | 27       |

| Lista (2012-2013)                              | Posición |
| ---------------------------------------------- | -------- |
| Estados Unidos (Billboard Latin Digital Songs) | 15       |

| Lista (2015)                                      | Posición |
| ------------------------------------------------- | -------- |
| Estados Unidos (Billboard Tropical Digital Songs) | 3        |